# Suore salesiane del Sacro Cuore di Gesù
Le Suore Salesiane del Sacro Cuore di Gesù (in spagnolo Hermanas Salesianas del Sagrado Corazón de Jesús) sono un istituto religioso femminile di diritto pontificio: i membri di questa congregazione pospongono al loro nome la sigla S.S.C.J.

## Storia
La congregazione venne fondata ad Alcantarilla l'8 settembre 1890 da Tomasa Ortiz Real (1842-1916) e venne approvata da Tomás Bryan y Livermore, vescovo di Cartagena, il 19 dicembre 1895.
L'istituto ricevette il pontificio decreto di lode il 25 gennaio 1935 e le sue costituzioni vennero approvate definitivamente dalla Santa Sede il 12 giugno 1953.
La fondatrice (in religione madre Pietà della Croce) è stata beatificata da papa Giovanni Paolo II nel 2004.

## Attività e diffusione
Le Salesiane del Sacro Cuore sono dedite a varie opere nel campo dell'educazione e dell'assistenza ospedaliera.
Oltre che in Spagna, sono presenti in Argentina, Bolivia, Cile e Paraguay: la sede generalizia è ad Alcantarilla (Murcia).
Al 31 dicembre 2005 l'istituto contava 174 religiose in 28 case.